# Bilzingsleben (site paléolithique)
Le site préhistorique de Bilzingsleben est une ancienne carrière de pierre située à Bilzingsleben, en Thuringe (Allemagne). Il est particulièrement connu pour ses nombreux fossiles et artéfacts humains datant de la fin du Paléolithique inférieur, vers 370 000 ans avant le présent.

## Localisation
Le site se trouve à 1,5 km au sud du village de Bilzingsleben, dans la région de Sömmerda, et 175 m au-dessus du niveau de la mer, dans une ancienne carrière de pierre appelée Steinrinne (veine de pierre). Cette carrière fut exploitée jusqu’au début de l’ère moderne pour l’extraction du travertin, qui était ensuite utilisé dans les villes environnantes, comme par exemple pour la construction du mur de Kindelbrücks.

## Géologie
Située sur la frontière nord du bassin thuringien, Bilzingsleben est une dépression composée de roches du Trias Supérieur. Elle est délimitée au nord par les reliefs du Kyffhäuser, la Hainleite et la Schmücke, qui sont essentiellement composées de grès bigarré et de dépôts de calcaire coquillier. Ces zones sont séparées par la ligne de faille hercynienne locale (la faille de Finne), qui est à l’origine de nombreuses sources dans cette région. Après avoir dissout les roches calcaires, les eaux de ces sources ont alors formé les dépôts de travertin interglaciaire qui couvrent aujourd’hui le site de Bilzingsleben. Le très bon état de conservation de ces dépôts, plus de 400 000 ans après leur formation, s’explique sans doute par la remarquable résistance à l’érosion du travertin.
Durant le Pléistocène moyen, le site lui-même faisait partie intégrante d’une terrasse alluviale, le bassin fluvial d’Europe Centrale.

## Historique
Les premiers ossements fossilisés du site ont été mis au jour durant le XIIIe siècle. En 1710, David Siegmund Büttner publie son livre Rudera diluvii testes i.e. Zeichen und Zeugen der Sündfluth (en français : Signes et témoins du Déluge). En 1818, Freiherr Friedrich von Schlotheim (1765-1832) trouve un crâne couvert de concrétions calcaires, disparu aujourd’hui. En 1908, le géologiste Ewald Wüst (1875-1934), de l’université de Halle-Wittenberg, publie sa première œuvre sur les artefacts locaux en silex. Le chercheur amateur Adolf Spengler reprend ensuite les fouilles sur site en 1922.
En 1969, Dietrich Mania, qui fut ensuite professeur à l’université d'Iéna, découvre de nombreux fossiles et artefacts au cours d’une investigation de routine. Une fouille systématique du site est alors engagée sous la supervision du musée régional de la Préhistoire, à Halle. Elle permet de référencer 1 600 m2 de terrain et de mettre au jour plusieurs fossiles humains entre 1971 et 1992. La gestion administrative du site est ensuite confiée à l’université d'Iéna.

## Datation
Le site est daté d'environ 370 000 ans, ce qui correspond à la fin du Paléolithique inférieur en Europe. Il s'inscrit à la fin de la période interglaciaire du stade isotopique 11.

## Fossiles humains
En 1974, un fragment de crâne humain est identifié parmi les éléments mis au jour. A ce jour, 37 dents et os humains ont été trouvés, les os étant pour la plupart des fragments de crânes. Ils sont issus d’au moins trois individus distincts. Les restes de ces crânes portent des traces d’écrasement post-mortem volontaire, peut-être dans le cadre d’un rite funéraire.
Les fossiles ont été attribués à l'époque par Emmanuel Vlcek (Prague) à une sous-espèce dénommée Homo erectus bilzingslebensis. L'époque du site se situe en fait à la charnière entre Homo heidelbergensis et l'Homme de Néandertal, qui sont les deux espèces possibles d'attribution des fossiles.

## Paléoflore
Le milieu naturel local peut être reconstitué grâce aux impressions fossiles de la flore dans le travertin et aux restes de pollens. Deux phases de sédimentation se dessinent, toutes deux dominées par des variétés de plantes forestières. La première phase (calcaire limnique mêlé de sable de travertin) est dominée par le noisetier (Corylus), le frêne (Fraxinus) et le chêne (Quercus). La seconde phase (calcaire limnique pur) est caractérisée par le charme (Carpinus), l'aulne (Alnus) et le pin (Pinus).
Ces impressions fossiles dans le travertin attestent de la présence de 36 espèces de plantes différentes, dont 14 espèces d’arbres et de buisson :
- Chêne pédonculé (Quercus robur)
- Érable champêtre (Acer campestre) et Érable sycomore (Acer pseudoplatanus)
- Tilleul à grandes feuilles (Tilia platyphyllos)
- Frêne élevé (Fraxinus excelsior)
- Cornouiller (Cornus mas)
- Noisetier commun (Corylus avellana)
- Peuplier (Populus tremula)
- Bouleau (Betula pubescens)
- Buis (Buxus sempervirens)
- Berbéris (Berberis vulgaris)
- Lilas Commun (Syringa)
- Micocoulier (Celtis australis)
- Pyracantha (Pyracantha coccinea)
- Potentille (Dasiphora fruticosa)

Les bois étaient essentiellement composés de chênes et de buis (Buxo-Quercetum). Les herbes, comme l’armoise, l’oseille, les fougères et les graminées, attestent la présence de vastes steppes et de prairies. Les lacs étaient peuplés de nénuphars et de sphaignes moussus, tandis que carex et joncs s’épanouissaient sur leurs rives.

## Paléofaune

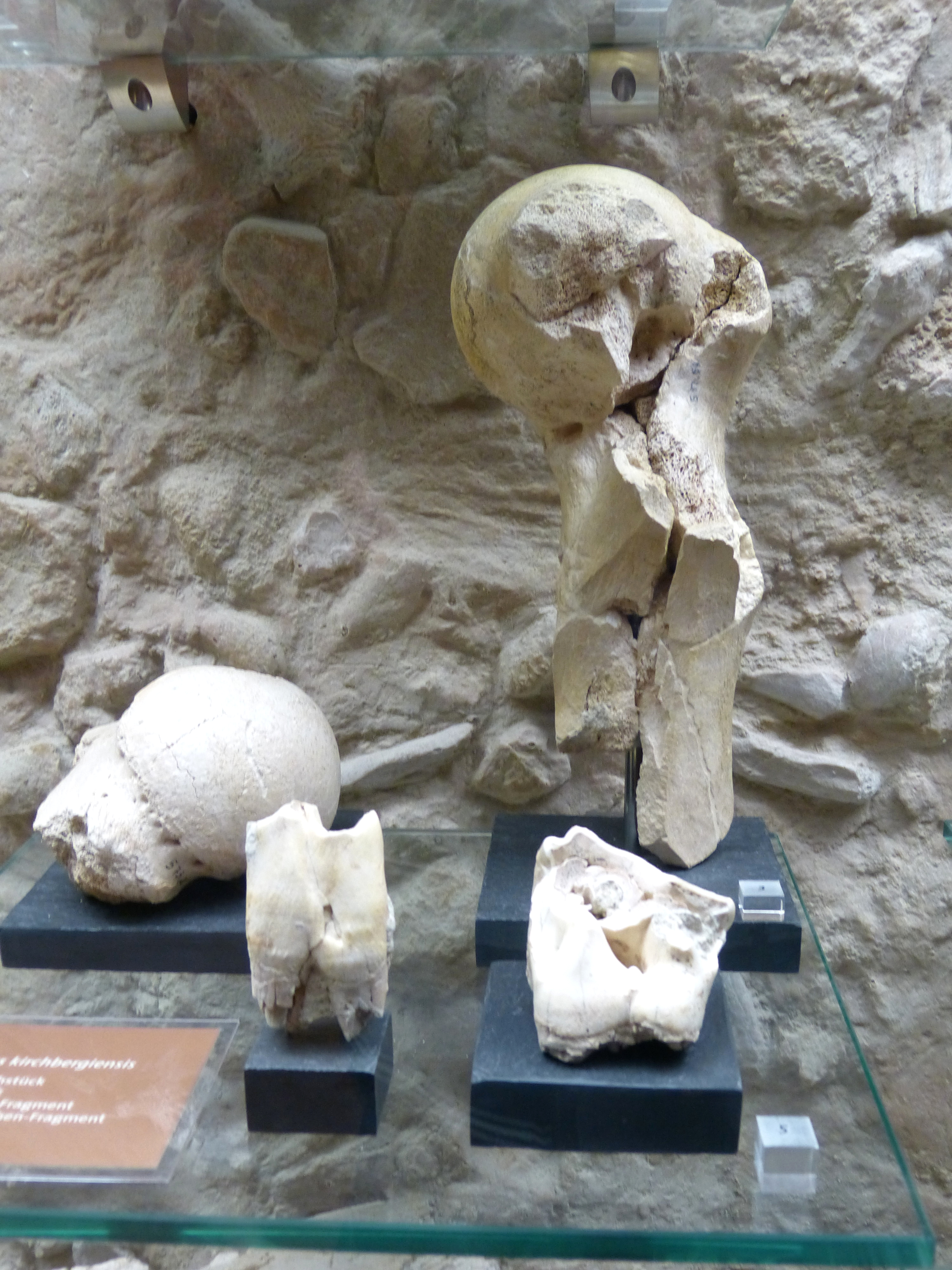
Restes d'un Stephanorhinus

Les restes de 54 espèces animales ont aussi laissé leur empreinte sur le site de Bilzingsleben : 35 espèces de mammifères, 6 d’oiseaux, 3 de reptiles, 3 d’amphibiens et 5 de poissons. Parmi les mammifères, on dénombre les suivants :
- Éléphant à défenses droites (Palaeoloxodon antiquus)
- Rhinocéros (Dicerorhinus kirchbergensis, Dicerorhinus hemitoechus)
- Aurochs (Bos primigenius)
- Bison des steppes (Bison priscus)
- Cheval (Equus)
- Cerf élaphe (Cervus elaphus)
- Daim (Dama dama)
- Mégalocéros (Megaloceros)
- Chevreuil (Capreolus suessenbornensis)
- Ours des cavernes (Ursus spelaeus)
- Lion des cavernes d'Eurasie (Panthera spelaea)
- Chat sauvage (Felis silvestris)
- Renard (Vulpes vulpes)
- Sanglier sauvage (Sus scrofa)
- Loup (Canis lupus)
- Macaque (Macaca sylvana)
- Une espèce éteinte de castor (Trogontherium cuvieri).

Bien que les espèces forestières prédominent, certains animaux se sont développés dans des habitats plus ouverts, comme le rhinocéros, le cheval et le bison. La présence de mollusques sur le site permet de déduire que le climat était alors plus chaud et plus humide qu’aujourd’hui  : la température moyenne annuelle était alors probablement comprise entre 9 et 13 °C, et les précipitations atteignaient environ 800 mm par an.

## Vestiges archéologiques
L'industrie se caractérise par la production d’outils de petite taille. La matière première est généralement du silex, mais on utilise aussi du quartzite, du quartz et du travertin. Les outils en os abondent (houes, grattoirs, pointes et gouges). Certaines houes sont fabriquées en andouiller ou en ivoire. Même les artéfacts en bois, particulièrement fragiles, ont été préservés jusqu’à nos jours.
Un des fragments osseux, un tibia d’éléphant, porte deux groupes de respectivement 7 et 14 lignes parallèles. La régularité de leur espacement, leurs longueurs presque égales et les lignes obliques en forme de V laissent à penser qu’elles ont été tracées au même moment et par un même outil. Ce tibia est vieux de 400 000 à 350 000 ans, et pourrait être compris comme une forme de calendrier primitif.

## Structures
Dietrich Mania a découvert plusieurs grandes pierres agencées en cercles, dont il pensait qu’elles formaient la base d’une habitation. Une analyse dérivée de la théorie des anneaux montre que le site était probablement à ciel ouvert.
Clive Gamble a avancé l’hypothèse que les hommes se réunissaient sur le site autour d’un feu.